# خط شفر
خط شفر (به انگلیسی: Sheffer strok)

نمودار ون

عملگر منطقی NAND در ریاضیات گسسته به صورت نماد خط (|) نمایش داده می‌شود. این نام‌گذاری
برای اولین بار توسط هنری. م شفر استفاده گردید، بدین جهت به نام خط شفر شهرت یافت.
گزارهٔ p NAND q یا(p|p) درست است اگر هر یک از گزاره‌های P یا q یا هر دو نادرست باشند؛ و در غیر این صورت نادرست است.

## جدول درستی
جدول درستی A NAND B (هم چنین نوشته شده به عنوان A | B, Dpq, یا A ↑ B):
| INPUT | INPUT | OUTPUT   |
| A     | B     | A NAND B |
| ۰     | ۰     | ۱        |
| ۰     | ۱     | ۱        |
| ۱     | ۰     | ۱        |
| ۱     | ۱     | ۰        |